# Alexander John Forsyth
Alexander John Forsyth (28 de dezembro de 1768 Belhelvie, Aberdeenshire, Reino Unido — 11 de junho de 1843 (74 anos) Aberdeenshire, Reino Unido, foi um clérigo presbiteriano escocês que inventou o sistema de espoleta de percussão.
Armeiros como Joseph Manton inventaram formas mais confiáveis de ignição, como o tubo de percussão em 1814. O artista Joshua Shaw projetou o que é conhecido hoje como a "espoleta de percussão", que patenteou nos Estados Unidos em 1822, uma vez que Forsyth havia ameaçado seus rivais na Grã-Bretanha com ação legal. Essas novas formas de ignição provaram ser populares entre os caçadores durante o período da Regência, que tiveram suas velhas e confiáveis pederneiras convertidas.

## Vida
Forsyth foi educado no King's College, Aberdeen, e sucedeu seu pai como ministro de Belhelvie em 1791.
Enquanto caçava patos selvagens, ele estava insatisfeito com sua pederneira devido ao longo tempo de bloqueio (o intervalo entre o momento em que o gatilho é puxado e o momento em que a carga principal de pólvora começa a queimar); no momento em que os projéteis realmente deixaram o cano, o animal alvo podia ouvir o barulho do gatilho sendo puxado e ter tempo para voar, mergulhar ou correr antes que o tiro o atingisse. Ele começou sua pesquisa sobre o uso de fulminatos de mercúrio ou prata em 1805. Ele patenteou sua "scent bottle lock" "percussão de frasco de perfume" em 1807; este era um pequeno recipiente em forma de barril cheio de fulminato de mercúrio.
Durante as Guerras Napoleônicas, Forsyth trabalhou em seu projeto no Tower Armouries. Mas quando um novo "Master-General of the Ordnance" foi nomeado, ele foi demitido; outros experimentos tiveram resultados destrutivos e o novo mestre geral não queria ver o arsenal principal da Grã-Bretanha destruído.
Napoleão Bonaparte ofereceu a Forsyth uma recompensa de £ 20.000 se ele levasse sua invenção para a França, mas Forsyth recusou. O armeiro francês Jean Lepage desenvolveu uma forma semelhante de ignição em 1807 com base no projeto de Forsyth, mas não deu andamento a esse projeto.